# Baptiste Guiton
Baptiste Guiton est comédien, metteur en scène de théâtre, et réalisateur de fictions sonores pour France Culture et France Inter.
De 2005 à 2008, il suit la formation d'acteur de l'École nationale de la Comédie de Saint-Étienne.
De 2009 à 2012, il suit la formation du département Mise en scène de l'École nationale des arts et techniques du théâtre (ENSATT) dirigé par Christian Schiaretti et Alain Françon.
En 2012, il fonde L'Exalté - Cie Baptiste Guiton
Depuis 2015, il est réalisateur de fictions pour France Culture et France Inter

## Mises en scène
- 2024 : Jacques le fataliste, d'après Denis Diderot, avec notamment Anne Alvaro, François Morel et Pascal Rénéric. Musique originale Olivier Longre. Création au festival d'Avignon.
- 2020 : Dunsinane, après Macbeth, traduction de Pascale Drouet, de David Greig, création au TNP de Villeurbanne
- 2019 : Après la fin de Dennis Kelly, traduction Olivier Werner et Pearl Manifold, création au théâtre de Vénissieux
- 2018 : Le Groenland de Pauline Sales, recréation au TNP de Villeurbanne
- 2018 : Irrépressible de Kevin Keiss, production En Acte(s), création au TNP de Villeurbanne
- 2017 : Mon prof est un troll de Dennis Kelly, traduction Pauline Sales et Philippe Le Moine, production Les Tréteaux de France dirigés par Robin Renucci, création au Théâtre de Vénissieux
- 2015 : Cœur d'acier de Magali Mougel, création au Théâtre de Vénissieux
- 2014 : Lune jaune, la ballade de Leila et Lee de David Greig, traduction Dominique Hollier, création au Théâtre national populaire de Villeurbanne
- 2013 : Lysistrata d'après Aristophane, création à l'Acte II Théâtre avec les élèves de 2e année de l'école Arts en Scène
- 2012 : Jour et Je pars deux fois de Nicolas Doutey, coréalisation avec Alexandre Plank, à Théâtre Ouvert, diffusés sur France Culture
- 2012 : Nina, c'est autre chose de Michel Vinaver, création au Théâtre national populaire de Villeurbanne
- 2009 : À propos de l’homme singe de Valérie Sigward, lecture instrumentale au Théâtre Gérard Philipe à Saint-Denis
- 2009 : Le Groenland de Pauline Sales, création à la Comédie de Saint-Étienne
- 2008 : Les Adieux d'Elfriede Jelinek, co-mis en scène avec Ivica Buljan (en) et Benoît Bregeault, création à la Comédie de Saint-Étienne
- 2007 : Le Misanthrope de Molière, création à la Comédie de Saint-Étienne
- 2007 : Souffles de Tolérance, adaptés de Rimbaud et Shéhérazade d'Abdellatif Laâbi, création au centre culturel d'Anfa à Casablanca au Maroc

## Réalisateurs de fictions sonores pour Radiofrance
- 2024 : Orloff saison 2, scénario de Tanguy Blum, Christian Brugerolles et Antoine Piombino, série en 8 épisodes avec notamment Zita Hanrot, Cédric Kahn, Anne Alvaro, Julie Pouillon, Robinson Stévenin et Pierre Deladonchamps. Musique originale Krishna Lévy.
- 2024 : Jacques le fataliste, d'après Denis Diderot, avec notamment Anne Alvaro, François Morel et Pascal Rénéric. Musique originale Olivier Longre. Création au festival d'Avignon 2024.
- 2024 : La maladie blanche de Karel Capek, série théâtrale en 4 épisodes avec notamment Sébastien Chassagne, Alain Fromager, Hervé Pierre, Olivier Balazuc et Philippe Girard. Création sonore Sébastien Quencez.
- 2023 : Fureurs, série en 5 épisodes écrite par Mehdi Bayad, avec notamment Tiphaine Daviot, Quentin Dolmaire, Bastien Bouillon, Vincent Garanger et Marie Dompnier. Création sonore Sébastien Quencez.
- 2023 : Par dessus bord de Michel Vinaver, d'après la mise en scène de Christian Schiaretti, Grand Prix du Syndicat de la Critique pour le meilleur spectacle de l'année 2008
- 2023 : Pour la France, un scénario de Rachid Hami et Ollivier Pourriol, avec notamment Mohamed Rouabhi, Arthur Igual, Dominique Reymond, Samir Guesmi, Slimane Dazi, Jules Ritmanic, Esther Garrel, Louis-Do de Lencquesaing, et Christophe Brault. Musique originale Sébastien Quencez.
- 2023 : Lettres de Anton Pavlovitch Tchekhov (1895-1899), avec Eric Elmosnino et Pierre-François Garel, enregistrées aux Abbesses Théâtre de la Ville, le 6 février 2023
- 2022 : Suppliques, une émission conçue par Jérôme Prieur d'après le film Les Suppliques de Jérôme Prieur co-écrit par Laurent Joly, produit par Alexandre Hallier pour La Générale de production et France Télévision, avec Marie Vialle, Nicolas Bouchaud, et Christophe Brault
- 2022 : Germinal d'Émile Zola, adaptation sonore en 10 épisodes, avec notamment Mohamed Rouabhi, Aymeric Lecerf, Vincent Garanger, Emeline Bayart, Myrtille Bordier, Quentin Baillot, Jean-Marie Winling et Didier Brice
- 2022 : 22 millions, scénario de Vincent Hazard, série sonore en 6 épisodes pour l'émission Affaires Sensibles de France Inter. Musique originale Sébastien Quencez.
- 2022 : Les aventures du Petit Nicolas (saison 2)
- 2022 : Dunsinane, après Macbeth, un texte de David Greig, d'après la mise en scène de Baptiste Guiton
- 2021 : Panda la voix du djihad, scénario de Vincent Hazard, série sonore en 6 épisodes pour l'émission Affaires Sensibles de France Inter. Musique originale Sébastien Quencez.
- 2021 : Les Aventures du Petit Nicolas (saison 1), de René Goscinny et Jean-Jacques Sempé, adaptation Pauline Thimonnier. Avec les comédiens de la troupe de la Comédie-Française : Michel Vuillermoz, Noam Morgensztern, Marina Hands, Géraldine Martineau, Gilles David et Yoann Gasiorowski. Musique originale : Olivier Longre. Enregistré le 13 novembre au studio 104 de la Maison de la Radio et de la Musique[1]
- 2021 : Voix d'auteurs : Simon Abkarian, Hélène après la chute, texte inédit de l’auteur Simon Abkarian, commande d’écriture pour France Culture et la SACD. Avec Louise Chevillotte et Nicolas Gonzales. Diffusé en direct le jeudi 15 juillet depuis la cour du Musée Calvet à Avignon[2]
- 2021 Voix d'auteurs : Eva Doumbia, Le Iench (éditions Actes Sud-Papiers). Avec Adama Diop, Cindy Vincent, Marcel Mankita, Marie-Sohna Condé, Djamil Mohamed, Sefa Yeboah, Chakib Boudiab, Babacar Mbaye Fall, Olivier Borle, Johanna Nizard, Émilie Lehuraux. Enregistré le jeudi 17 juillet depuis la cour du Musée Calvet à Avignon[2]
- 2020 : Deux textes de Stefano Massini : "Une vie de Nino Rota" et "Point d'interrogation", Une vie de Nino Rota, de Stefano Massini, texte inédit, commande de France Culture, traduit de l’italien par Pietro Pizzuti, dramaturgie Guillaume Poix. Lecture par Reda Kateb et Micha Lescot. Musique originale et arrangements de Nino Rota : Mathieu Bauer, Sylvain Cartigny et Lawrence Williams. Point d’interrogation, de Stefano Massini, texte pour la jeunesse traduit de l’italien par Irina Brook et Renato Giuliani. Lecture par les élèves de la promotion 30 de la Comédie de Saint-Étienne - École supérieure d’art dramatique, accompagnés par Mathieu Bauer. Enregistrés le 11 juillet au studio 104 de la Maison de la Radio et de la Musique[3]
- 2020 : Le Chat de Georges Simenon, création de France Culture avec la Comédie-Française, adaptation Pierre Assouline. Avec les comédiens de la troupe de la Comédie-Française : Hervé Pierre, Danièle Lebrun, Christian Hecq, Anne Kessler, Clotilde de Bayser et la voix de Flora Chéreau. Musique originale : Olivier Longre et Laurence Moletta. Enregistré le 25 février au studio 104 de la Maison de la Radio et de la Musique[4]
- 2019 Voix d'auteurs : Gwenaëlle Aubry, La folie Elisa, avec Judith Chemla, Marianne Denicourt, Marie-Sophie Ferdane, et Céline Sallette. Musique originale Sébastien Quencez. Enregistrée en public au Festival d'Avignon In le 18 juillet 2019
- 2018 : Armistices 1918-2018, éditions Gallimard, création originale France Culture, réalisée à la Comédie Française le 25 octobre 2018 avec la troupe de la Comédie française
- 2018 : L’Appel des abysses, de Juliette Rose et Cyril Legrais, avec Ariane Ascaride, création originale France Culture de dix épisodes réalisée en prise de son 3D, sortie le 18 septembre 2018. Musique originale Sébastien Quencez.
- 2018 : Le bruit des taupes, de Magali Mougel, création originale France Culture en partenariat avec les Chantiers Nomades
- 2017 : La Mort de Tintagiles, de Maurice Maeterlinck, d’après la mise en scène de Denis Podalydès, enregistrée à l’auditorium du Petit Palais
- 2017 : Terre Rouge, d'Aristide Tarnagda, enregistré à Lyon dans les studios de l’antenne Radiofrance
- 2017 : Dernier Demain, texte inédit de Daniel Danis, enregistré à la Maison de la Poésie, Paris
- 2016 : La fonction Ravel, de Claude Duparfait, d’après la mise en scène de Célie Pauthe, enregistrée à l’Odéon – Théâtre de l’Europe
- 2016 : Veracruz, d'Olivier Rolin, une adaptation de Baptiste Guiton, enregistrée à l’Odéon – Théâtre de l’Europe avec Chloé Réjon, André Wilms, André Marcon, François Marthouret
- 2016 : Red Line, texte inédit d'Alexandra Badéa, avec Jacques Gamblin, Réalisé en prise de son 3D
- 2016 : Les gens que j’aime, de Sabine Revillet, enregistré à l’ENSATT
- 2016 : Chapitres de la chute, de Stefano Massini, une adaptation de Louise Loubrieu en dix épisodes
- 2015-2018 : Les Scènes Imaginaires, portraits de metteurs en scène européens, mises en lecture Baptiste Guiton, enregistrées à l’Odéon – Théâtre de l’Europe. Artistes invités : Krzysztof Warlikowski, avec Isabelle Huppert et Mathieu Amalric ; Roméo Castellucci, avec Clara Chabalier et Pierre-François Garel ; Richard Peduzzi, avec Micha Lescot, Judith Fa, Clotilde Hesme, Jérôme Deschamps, Olivier Rolin, Rosemary Standley, Vincent Huguet et Alphonse Cemin ; Stéphane Braunschweig, avec Claude Duparfait, Chloé Réjon. Musique François Dumont, chant Karen Vourch et Jean-Sébastien Bou ; Julien Gosselin, avec Joseph Drouet, Denis Eyriey, Antoine Ferron, Noémie Gantier, Carine Goron, Alexandre Lecroc-Lecerf, Caroline Mounier, Victoria Quesnel, Géraldine Roguez et Maxence Vandevelde

- 2015 : Lune Jaune, la ballade de Leila et Lee, de David Greig, traduction Dominique Hollier, d’après la mise en scène de Baptiste Guiton
- 2015 : En compagnie de Tadeuz Kantor, émission réalisée avec Jean-Pierre Thibaudat
- 2015 : A blind Legend, jeu sonore pour smartphone en prise de son 3D, production Dowino-Villeurbanne et France Culture
- 2015 : Le Néther, de Jennifer Haley, traduction Emmanuel Gaillot
- 2015 : Le Monstre du couloir et Brewers Fayre, de David Greig, traduction Dominique Hollier, avec Tiphaine Rabaud Fournier, Jacques Gamblin, Dominique Valadié et Vincent Dedienne

### Pour l'émissionAutant en emporte l'histoiresurFrance Inter
il réalise plusieurs fictions historiques, notamment sur Albert Londres, Charlotte Corday, Colette, Charles De Gaulle, Dorothea Lange, Jeanne Barret, Victor Hugo, Albert Camus, Les suffragettes, Marina Tsvetaeva, Pauline Viardot, Pablo Picasso ...

## Comédien
- 2015 : Vingt mille Lieues sous les mers  de Jules Verne, mise en scène Emmanuelle Prager et Gérard Lecointe, création au Théâtre de la Renaissance à Oullins
- 2013 : Une saison au Congo d'Aimé Césaire, mise en scène Christian Schiaretti, création au Théâtre national populaire de Villeurbanne
- 2012 : Mai, Juin, Juillet de Denis Guénoun, mise en scène Christian Schiaretti, création au Théâtre national populaire
- 2011 : Jour de Nicolas Doutey, maître d'œuvre Alain Françon, chantier EPAT à Théâtre Ouvert
- 2010 : Andromaque de Jean Racine, mise en scène Anne Théron, Les Productions Merlin, création au Théâtre Auditorium de Poitiers
- 2008-2009 : L’Opéra de quat’sous de Bertolt Brecht, Mise en scène Johanny Bert, direction d'acteur Philippe Delaigue, Théâtre de Romette, La Fédération, création au théâtre du Puy-en-Velay
- 2008 : Les Adieux d’Elfriede Jelinek, mise en scène Ivica Buljan, Baptiste Guiton et Benoit Bregeault, et Bambiland d'Elfriede Jelinek, mise en scène Ivica Buljan, créations à la Comédie de Saint-Etienne et au CDN de Montreuil
- 2007 : Penthésilée d’Heinrich von Kleist, mise en scène Henning Bock, création à la Comédie de Saint-Etienne
- 2007 : Jean Dasté, et après ?, adaptation et mise en scène François Rancillac, création à la Comédie de Saint-Étienne
- 2007 : Parasites de Marius von Mayenburg, mise en scène Tiphaine Rabaud Fournier, création à la Comédie de Saint-Étienne
- 2006 : Les Cinq Clés de Jean-Paul Wenzel, mise en scène François Rancillac, création à la Comédie de Saint-Etienne

## Collaborateur artistique
- 2010 : Les Aventures de Zelinda et Lindoro de Carlo Goldoni, atelier spectacle de l’ENSATT dirigé par Jean-Pierre Vincent et Bernard Chartreux
- 2010 : Quatre pièces en un acte de Feydeau, Du mariage au divorce, mise en scène Alain Françon, création au Théâtre national de Strasbourg
- 2010-2011 : « Le Siècle d’or », Don Quichotte de Miguel de Cervantès, La Célestine de Fernando de Rojas, Don Juan de Tirso de Molina, mise en scène Christian Schiaretti au Théâtre national populaire de Villeurbanne
- 2011 : Mademoiselle Julie et Créanciers d'August Strindberg, mise en scène Christian Schiaretti, création au Théâtre national de la Colline
- 2011 : The power of yes de David Hare, fiction radiophonique réalisée par Alexandre Plank, France Culture, au Théâtre de la Ville
- 2011 : Les Heures sèches de Naomi Wallace, mise en espace Guillaume Lévêque, pour les 40 ans de Théâtre Ouvert, au festival d'Avignon
- 2011-2012 : conseiller littéraire à la fiction de France Culture, dans l'équipe de Blandine Masson
- 2012 et 2014 : Mai, Juin, Juillet de Denis Guénoun, mise en scène Christian Schiaretti, au Théâtre national populaire de Villeurbanne et au Festival d'Avignon 2014
- 2013 : Scènes imaginaires, portraits de metteurs en scène européens animés par Arnaud Laporte, réalisés par Blandine Masson au théâtre de l'Odéon en partenariat avec France Culture
- 2013 : Une saison au Congo d'Aimé Césaire, mise en scène Christian Schiaretti, au Théâtre national populaire de Villeurbanne
- 2013 : Qu'est-ce que le temps ? de St Augustin et Artaud-Barrault, mises en scène Denis Guénoun, avec Stanislas Roquette

## Récompenses
- 2024 : Prix du podcast de fiction Télérama au Festival Longueur d'ondes pour FUREURS saison 1, série sonore en 5 épisodes réalisée par Baptiste Guiton et écrite par Mehdi Bayad
- 2012 : Prix des Jeunes Pousses du Festival Théâtre en Mai, CDN Dijon-Bourgogne pour NINA C'EST AUTRE CHOSE, spectacle mis en scène par Baptiste Guiton, et écrit par Michel Vinaver